# Негодицы (Ленинградская область)
Него́дицы — деревня в Бегуницком сельском поселении Волосовского района Ленинградской области.

## История
Впервые упоминается в Писцовой книге Водской пятины 1500 года как сельцо Неготицы в Григорьевском Льешском погосте.
Затем как пустошь Negoditzi Ödhe в Григорьевском погосте в шведских «Писцовых книгах Ижорской земли» 1618—1623 годов.
Обозначена на карте Ингерманландии А. И. Бергенгейма, составленной по материалам 1676 года, как деревня Negoditsi.
На шведской «Генеральной карте провинции Ингерманландии» 1704 года — как мыза Negodits hof и деревня Negodissa by.
Мыза Негодиска с деревней Гагодицы обозначены на «Географическом чертеже Ижорской земли» Адриана Шонбека 1705 года.
Деревня Негодиц упомянута на карте Ингерманландии А. Ростовцева 1727 года.
На карте Санкт-Петербургской губернии Я. Ф. Шмидта 1770 года она обозначена как мыза Негодицкая.
Согласно 8-й ревизии 1833 года деревня Негодицы принадлежала жене полковника М. А. Ессен.
Деревня Негодицы упоминается на карте Санкт-Петербургской губернии Ф. Ф. Шуберта 1834 года.

НЕГОДИЦИ — деревня принадлежит жене полковника Эссена, число жителей по ревизии: 22 м. п., 21 ж. п. (1838 год)

Согласно 9-й ревизии 1850 года деревня называлась Нигодицы и принадлежала помещице Ашанде Романовне Эссен (Аглаиде (Аделаиде) Романовне фон Эссен (1827—?)).
Деревня Негодицы упоминается на карте профессора С. С. Куторги 1852 года.

НЕГОДИЦЫ — деревня госпожи Эссен вблизи почтового тракта, число дворов — 9, число душ — 16 м. п. (1856 год)

Согласно 10-й ревизии 1856 года деревня Негодицы принадлежала помещице Агланде Романовне Велио.
- Деревня Негодицы на карте 1885 года

Согласно «Топографической карте частей Санкт-Петербургской и Выборгской губерний» 1860 года деревня Негодицы состояла из 9 крестьянских дворов и харчевни.

НЕГОДИЦЫ — деревня владельческая при пруде, по левую сторону Нарвского тракта в 62 верстах от Петергофа, число дворов — 8, число жителей: 24 м. п., 26 ж. п. (1862 год)

Согласно материалам по статистике народного хозяйства Петергофского уезда 1887 года имение при деревне Негодицы площадью 48 десятин принадлежало лифляндскому уроженцу И. М. Янсену, оно было приобретено в 1880 году за 6000 рублей.
В XIX веке деревня административно относилась к Бегуницкой волости 1-го стана Петергофского уезда Санкт-Петербургской губернии, в начале XX века — 2-го стана.
Согласно данным переписи населения СССР 1926 года в деревне Негодицы Бегуницкого сельсовета Бегуницкой волости Троцкого уезда проживали 74 человека, все русские.
- План деревни Негодицы. 1930 год

Согласно топографической карте 1930 года деревня насчитывала 16 крестьянских дворов.
По данным 1933 года деревня Негодицы входила в состав Бегуницкого сельсовета Волосовского района.
По административным данным 1966, 1973 и 1990 годов деревня Негодицы входила в состав Чирковицкого сельсовета.
В 1997 году в деревне Негодицы Чирковицкой волости проживали 9 человек, в 2002 году — 25 человек (русские — 92 %).
В 2007 году в деревне Негодицы Зимитицкого Зимитицкого сельского поселения — 12 человек, в 2010 году — 24 человека.
7 мая 2019 года деревня вошла в состав Бегуницкого сельского поселения.

## География
Деревня расположена в северо-западной части района к югу от автодороги А180 (E 20) (Санкт-Петербург — Ивангород — граница с Эстонией) «Нарва».
Расстояние до административного центра поселения — 7 км.
Расстояние до ближайшей железнодорожной станции Волосово — 23 км.

## Демография
| 1838 | 1862 | 1997 | 2002 | 2007 | 2010 | 2013 |
| ---- | ---- | ---- | ---- | ---- | ---- | ---- |
| 43   | ↗50  | ↘9   | ↗25  | ↘12  | ↗24  | ↘14  |
| 2017 |      |      |      |      |      |      |
| ↗24  |      |      |      |      |      |      |

### Национальный состав
Согласно данным Всероссийской переписи населения 2021 года в деревне проживали 33 человека, все русские.